# Gianni Rosa
Gianni Rosa (Potenza, 27 marzo 1965) è un politico italiano.

## Biografia
Originario di Avigliano, dove risiede, ha militato nelle file di Alleanza Nazionale (AN) di Gianfranco Fini, dov'è stato presidente provinciale di Potenza. Dal 2000 al 2005 è stato consigliere comunale ad Avigliano, mentre alle elezioni amministrative del 2004 viene eletto consiglio provinciale di Potenza, dove ricopre l'incarico di capogruppo di AN.
Nel 2009 aderisce alla confluenza di AN nel Popolo delle Libertà, dove riveste il ruolo di vice-coordinatore regionale di Basilicata.
Alle elezioni regionali in Basilicata del 2010 si candida tra le liste del Popolo delle Libertà, nella mozione di Nicola Pagliuca, venendo eletto nella circoscrizione di Potenza con 3.586 preferenze in consiglio regionale della Basilicata.
Viene poi rieletto consigliere regionale alle elezioni del 2013, nella lista "Laboratorio Basilicata" (a cui aderiva Fratelli d'Italia) nel medesimo collegio con 3.563, e alle elezioni del 2019.
Ha ricoperto l'incarico di assessore all'ambiente e all'energia nella giunta regionale della Basilicata presieduta da Vito Bardi dal 10 maggio 2019 al 1º marzo 2022.
Alle elezioni politiche anticipate del 2022 viene candidato al Senato della Repubblica, tra le liste di Fratelli d'Italia come capolista nel collegio plurinominale Basilicata - 01 e in quarta posizione nel collegio plurinominale Abruzzo - 01, venendo eletto senatore in Basilicata. Nella XIX legislatura è vicepresidente della 8ª Commissione Ambiente, transizione ecologica, energia, lavori pubblici, comunicazioni, innovazione tecnologica.

## Procedimenti giudiziari
Nell'ottobre del 2022, Rosa viene indagato per abuso d'ufficio in concorso, insieme all'allora presidente della Regione Basilicata, Vito Bardi, e ad altri esponenti politici regionali come parte di un'inchiesta della Direzione distrettuale antimafia di Potenza riguardante principalmente il settore della sanità, e in particolare la gestione della pandemia di COVID-19 a livello regionale, gli investimenti per il nuovo ospedale di Lagonegro, le nomine del personale sanitario all'Ospedale San Carlo e presunte relazioni con clan mafiosi. In particolare, Rosa è stato coinvolto nelle indagini sul licenziamento di Massimo Barresi dal ruolo di direttore generale dell'Ospedale San Carlo di Potenza nell'aprile del 2020. L'8 novembre 2024, il GUP di Potenza ha ufficialmente predisposto il rinvio a giudizio per Rosa e per altri tre ex assessori della prima giunta regionale di Bardi.